# Herrarnas lättvikts-fyra utan styrman i rodd vid olympiska sommarspelen 2000
Herrarnas lättvikts-fyra utan styrman i rodd vid olympiska sommarspelen 2000 avgjordes mellan den 17 och 23 september 2000.

## Medaljörer
| Gren                        | Guld                                                                       | Silver                                                                    | Brons                                                             |
| Lättvikts-fyra utan styrman | Frankrike Laurent Porchier Jean-Christophe Bette Yves Hocdé Xavier Dorfman | Australien Simon Burgess Anthony Edwards Darren Balmforth Robert Richards | Danmark Søren Madsen Thomas Ebert Eskild Ebbesen Victor Feddersen |

## Resultat

### Heat

#### Heat 1
| Placering | Roddare                                                             | Land      | Tid     | Noteringar |
| --------- | ------------------------------------------------------------------- | --------- | ------- | ---------- |
| 1         | Laurent Porchier, Jean-Christophe Bette, Yves Hocdé, Xavier Dorfman | Frankrike | 6:09,32 | A/B        |
| 2         | Iain Brambell, Chris Davidson, Gavin Hassett, Jon Beare             | Kanada    | 6:10,37 | A/B        |
| 3         | Roland Haendle, Björn Spaeter, Thorsten Schmidt, Marcus Mielke      | Tyskland  | 6:16,37 | A/B        |
| 4         | Jorge Morgenstern, Herbert Jans, Christián Yantani, Miguel Cerda    | Chile     | 6:21,10 | R          |
| 5         | Keisuke Murai, Atsushi Obata, Hiroya Sato, Yasunori Tanabe          | Japan     | 6:22,31 | R          |

#### Heat 2
| Placering | Roddare                                                               | Land          | Tid     | Noteringar |
| --------- | --------------------------------------------------------------------- | ------------- | ------- | ---------- |
| 1         | Simon Burgess, Anthony Edwards, Darren Balmforth, Robert Richards     | Australien    | 6:11,42 | A/B        |
| 2         | Joris Trooster, Jeroen Spaans, Simon Kolkman, Robert van der Vooren   | Nederländerna | 6:14,37 | A/B        |
| 3         | Helfried Jurtschitsch, Bernd Wakolbinger, Martin Kobau, Wolfgang Sigl | Österrike     | 6:16,94 | A/B        |
| 4         | Dmitri Kartatjov, Andrei Sjevel, Serguei Boukreev, Alexandre Zjuzin   | Ryssland      | 6:17,01 | R          |
| 5         | Neville Maxwell, Neal Byrne, Gearoid Towey, Anthony O'Connor          | Irland        | 6:18,94 | R          |

#### Heat 3
| Placering | Roddare                                                              | Land      | Tid     | Noteringar |
| --------- | -------------------------------------------------------------------- | --------- | ------- | ---------- |
| 1         | Salvatore Amitrano, Franco Sancassani, Catello Amarante, Carlo Gaddi | Italien   | 6:14,89 | A/B        |
| 2         | Marc Schneider, Gregory Ruckman, Paul Teti, Thomas Auth              | USA       | 6:16,36 | A/B        |
| 3         | Mark Raeside Rowand, Ross Hawkins, Roger Tobler, Mike Hasselbach     | Sydafrika | 6:17,88 | A/B        |
| 4         | Søren Madsen, Thomas Ebert, Eskild Ebbesen, Victor Feddersen         | Danmark   | 6:21,30 | R          |

### Återkval

#### Återkval 1
| Placering | Roddare                                                             | Land     | Tid     | Noteringar |
| --------- | ------------------------------------------------------------------- | -------- | ------- | ---------- |
| 1         | Søren Madsen, Thomas Ebert, Eskild Ebbesen, Victor Feddersen        | Danmark  | 6:08,63 | A/B        |
| 2         | Dmitri Kartatjov, Andrei Sjevel, Serguei Boukreev, Alexandre Zjuzin | Ryssland | 6:10,35 | A/B        |
| 3         | Neville Maxwell, Neal Byrne, Gearoid Towey, Anthony O'Connor        | Irland   | 6:13,00 | A/B        |
| 4         | Jorge Morgenstern, Herbert Jans, Christián Yantani, Miguel Cerda    | Chile    | 6:15,49 |            |
| 5         | Keisuke Murai, Atsushi Obata, Hiroya Sato, Yasunori Tanabe          | Japan    | 6:18,56 |            |

### Semifinaler

#### Semifinal 1
| Placering | Roddare                                                               | Land       | Tid     | Noteringar |
| --------- | --------------------------------------------------------------------- | ---------- | ------- | ---------- |
| 1         | Simon Burgess, Anthony Edwards, Darren Balmforth, Robert Richards     | Australien | 6:00,82 | A          |
| 2         | Laurent Porchier, Jean-Christophe Bette, Yves Hocdé, Xavier Dorfman   | Frankrike  | 6:00,85 | A          |
| 3         | Marc Schneider, Gregory Ruckman, Paul Teti, Thomas Auth               | USA        | 6:05,13 | A          |
| 4         | Helfried Jurtschitsch, Bernd Wakolbinger, Martin Kobau, Wolfgang Sigl | Österrike  | 6:10,11 | B          |
| 5         | Neville Maxwell, Neal Byrne, Gearoid Towey, Anthony O'Connor          | Irland     | 6:10,30 | B          |
| 6         | Roland Haendle, Björn Spaeter, Thorsten Schmidt, Marcus Mielke        | Tyskland   | 6:15,75 | B          |

#### Semifinal 2
| Placering | Roddare                                                              | Land          | Tid     | Noteringar |
| --------- | -------------------------------------------------------------------- | ------------- | ------- | ---------- |
| 1         | Salvatore Amitrano, Franco Sancassani, Catello Amarante, Carlo Gaddi | Italien       | 6:00,82 | A          |
| 2         | Søren Madsen, Thomas Ebert, Eskild Ebbesen, Victor Feddersen         | Danmark       | 6:01,67 | A          |
| 3         | Mark Raeside Rowand, Ross Hawkins, Roger Tobler, Mike Hasselbach     | Sydafrika     | 6:02,09 | A          |
| 4         | Iain Brambell, Chris Davidson, Gavin Hassett, Jon Beare              | Kanada        | 6:02,49 | B          |
| 5         | Joris Trooster, Jeroen Spaans, Simon Kolkman, Robert van der Vooren  | Nederländerna | 6:03,25 | B          |
| 6         | Dmitri Kartatjov, Andrei Sjevel, Serguei Boukreev, Alexandre Zjuzin  | Ryssland      | 6:15,31 | B          |

### Finaler

#### Final B
| Placering | Roddare                                                               | Land          | Tid     | Noteringar |
| --------- | --------------------------------------------------------------------- | ------------- | ------- | ---------- |
| 1         | Iain Brambell, Chris Davidson, Gavin Hassett, Jon Beare               | Kanada        | 6:04,31 |            |
| 2         | Joris Trooster, Jeroen Spaans, Simon Kolkman, Robert van der Vooren   | Nederländerna | 6:05,96 |            |
| 3         | Helfried Jurtschitsch, Bernd Wakolbinger, Martin Kobau, Wolfgang Sigl | Österrike     | 6:10,11 |            |
| 4         | Dmitri Kartatjov, Andrei Sjevel, Serguei Boukreev, Alexandre Zjuzin   | Ryssland      | 6:09,12 |            |
| 5         | Neville Maxwell, Neal Byrne, Gearoid Towey, Anthony O'Connor          | Irland        | 6:09,84 |            |
| 6         | Roland Haendle, Björn Spaeter, Thorsten Schmidt, Marcus Mielke        | Tyskland      | 6:15,31 |            |

#### Final A
| Placering | Roddare                                                              | Land       | Tid     | Noteringar |
| --------- | -------------------------------------------------------------------- | ---------- | ------- | ---------- |
| 1         | Laurent Porchier, Jean-Christophe Bette, Yves Hocdé, Xavier Dorfman  | Frankrike  | 6:01,68 |            |
| 2         | Simon Burgess, Anthony Edwards, Darren Balmforth, Robert Richards    | Australien | 6:02,09 |            |
| 3         | Søren Madsen, Thomas Ebert, Eskild Ebbesen, Victor Feddersen         | Danmark    | 6:03,51 |            |
| 4         | Salvatore Amitrano, Franco Sancassani, Catello Amarante, Carlo Gaddi | Italien    | 6:03,77 |            |
| 5         | Mark Raeside Rowand, Ross Hawkins, Roger Tobler, Mike Hasselbach     | Sydafrika  | 6:07,67 |            |
| 6         | Marc Schneider, Gregory Ruckman, Paul Teti, Thomas Auth              | USA        | 6:10,09 |            |